# Cromarty
Pour la zone marine, voir Cromarty (zone).
Cromarty est un burgh dans le council area des Highlands qui fut le siège des anciens comtés de Cromartyshire puis de Ross and Cromarty en Écosse.
Sa population est de 719 habitants.

## Phare
Un phare y fut établi en 1846 par les ingénieurs écossais Thomas et David Stevenson. Il a été désactivé en 2006.